# راه‌اندازی خودکار
راه‌اندازی خودکار یا بوت‌استرپینگ یک اصطلاح است که در علم رایانه مورد استفاده قرار می‌گیرد تا فناوری‌های مورد بحث در نوشتن یک همگردان (یا اسمبلر) را توصیف کند.
با روشن کردن رایانه معمولاً بارگذار بوت‌استرپ (bootstrap) پس از انجام چند آزمایش اصلی سخت‌افزاری بارگذاری را انجام می‌دهد.